# Boswachtersarrest
Het boswachtersarrest is een arrest van het Hof van Cassatie van België waarin het Hof stelde dat het bestaan van rechtshandelingen zich als een feit opdringt aan derden.
Een boswachter had een verzekering afgesloten bij een verzekeraar voor het geval hij zou overlijden tijdens de uitoefening van zijn werk. De boswachter heeft na het afsluiten van dit contract een zwaar werkongeval, maar overleeft dit dankzij de zorg van een dokter. De dokter heeft zware kosten omwille van de verzorging van de boswachter, maar deze laatste kan hem niet betalen. De verzekeringsmaatschappij weigert de dokter te betalen omdat de verzekering slechts van toepassing was in geval van overlijden. De dokter dagvaardt hierop de maatschappij en beroept zich hierbij op de theorie van de vermogensvermeerdering zonder oorzaak.
Het Hof van Cassatie stelde de dokter in het ongelijk: het verzekeringscontract tussen de boswachter en de verzekeraar dringt zich als een feit op aan de dokter en is de oorzaak van de vermogensvermeerdering van de verzekeraar.

## Gevolgen
Aangezien rechtshandelingen worden gekwalificeerd als rechtsfeiten in de ogen van derden, kent dit zijn weerslag op de bewijslast. Rechtsfeiten kunnen namelijk bewezen worden met alle middelen van recht. Bij rechtshandelingen is dit niet het geval: zij zijn onderworpen aan het bewijsrecht